# فوكس ديبورتيس
فوكس ديبورتيس (المعروفة سابقًا باسم فوكس سبورتس إن إسبانيول) هي شبكة تليفزيونية أمريكية مدفوعة الأجر مكرسة لبث البرامج الرياضية ذات الصلة باللغة الإسبانية والتي تستهدف السكان من أصل إسباني في الولايات المتحدة. تم إطلاق فوكس ديبورتيس، وهي قسم من فوكس سبورتس، في عام 1996 وهي أول وأطول شبكة رياضية باللغة الإسبانية في البلاد. 
تتميز فوكس ديبورتيس ببرمجة متنوعة بما في ذلك ألعاب الدوري الوطني لكرة القدم الأمريكية قبل وبعد الموسم، وموسم دوري كرة القاعدة الرئيسي العادي، ومباراة النجوم، ومباريات ديفيجونال، وبطولة الدوري الوطني، والمباريات العالمية، وبطولة أمريكا المفتوحة، وناسكار، وبطولة الملاكمة الممتازة، وكرة قدم الكليات، ومسابقات كرة القدم بما في ذلك الدوري المكسيكي ودوري النخبة الأمريكي والدوري الألماني. 
تم إطلاق القناة لأول مرة باسم فوكس سبورتس أميركاس في عام 1996 قبل الانتقال إلى الاسم فوكس سبورتس وورلد إن إسبانيول عام 1997. أعيد إطلاق الشبكة في عام 2002 كفوكس سبورتس إن إسبانيول قبل أن تصبح فوكس ديبورتيس في عام 2010.
اعتبارًا من فبراير 2015، تلقت حوالي 21,831،000 أسرة أمريكية (18.8٪ من الأسر التي لديها تلفزيون) فوكس ديبورتيس.

## برمجة

### كرة القدم
تمتلك الشبكة حقوقًا في كرة القدم الدولية، بما في ذلك الدوري الألماني و الدوري الأمريكي لكرة القدم. وخلال كأس العالم 2018، عرضت الشبكة إعادات الكأس باللغة الإنجليزية.

### كرة القدم الأمريكية
بدأت الشبكة في بث بعض ألعاب كرة قدم الكليات فوكس في عام 2013 من خلال التعليق باللغة الإسبانية والرسومات. ومنذ مباراة عيد الشكر على فوكس لعام 2013 بثت الشبكة أيضًا مبارياتًا مختارة من الدوري الوطني لكرة القدم الأمريكية من حزمة إن إف إل على فوكس بتعليق باللغة الإسبانية والرسومات بما في ذلك حزمة التصفيات الخاصة بفوكس (واصلت فوكس بث جميع مباريات الدوري الوطني لكرة القدم الأمريكية بتعليق باللغة الإسبانية عن طريق القناة الصوتية بغض النظر عن بث اللعبة أيضًا على فوكس ديبورتيس). الشبكة بثت سوبرباول 48 كأول شبكة رياضية باللغة الإسبانية في الولايات المتحدة وستبث الشبكة مباريات السورباولس المستقبلية طوال سنوات امتلاكها حقوق اللعبة.

### البيسبول
تُعد الشبكة أيضًا مقرًا لبطولة دوري البيسبول الرئيسية باللغة الإسبانية بما في ذلك مباراة كل النجوم وبطولة الدوري الأمريكي وبطولة الدوري الوطني والسلسلة العالمية. ومع أن شبكة شبكة فوكس التلفزيونية نفسها قد وسعت من توفر القناة الصوتية منذ بداية عام 2012 لتوسيع مدى توافر الوصف الصوتي للبرمجة في وقت مبكر وصوت اللغة الإسبانية إلى حزمة الدوري الوطني لكرة القدم الأمريكية الخاصة بهم، إلا أن فوكس سبورتس اختارت الاحتفاظ بالاسبانية لتغطية دوري البيسبول الخاصة بها حصريًا على فوكس ديبورتيس في الوقت الحالي.

### سباق السيارات
في 9 أكتوبر 2010 حصلت فوكس ديبورتيس على حقوق اللغة الإسبانية في تغطية الفورمولا واحد وهو عقد استمر حتى عام 2012. في أغسطس 2012 أبرمت ناسكار وفوكس ديبورتيس عقدًا لجعل القناة 15 سباقًا 6 منها مباشرة أحدها هو دايتونا 500.

### الأخبار الرياضية
سينترال فوكس - يغطي هذا البرنامج الإخباري، الذي يُبث كل ليلة من مدينة مكسيكو، الأحداث الرياضية من جميع أنحاء العالم. 
لا ألتيما بالابرا - يركز هذا البرنامج التحليلي على كرة القدم المكسيكية والفريق الوطني المكسيكي ويناقش أيضًا دوري أبطال أوروبا والدوري الإنجليزي الممتاز وغيرها من البطولات التي يلعب فيها لاعبو كرة القدم اللاتينيون.

## تصنيفات
- نهائي دوري أبطال أوروبا 2011: 1،57 مليون[5]
- سوبرباول 48: 561،000[6]
- نهائي دوري أبطال أوروبا 2015: 1،45 مليون[5]
- نهائيات كأس ليبرتادوريس 2015 (المحطة الثانية): 979،000[7]
- مباراة السلسلة العالمية رقم 7 2016: 565،000[8]
- سوبرباول 51: 650،000 (الرقم القياسي غير لكرة القدم)[9]
- نهائي دوري أبطال أوروبا 2017: 1،24 مليون[10]

## روابط خارجية
- الموقع الرسمي